# ヴェルヴェット・アンダーグラウンド (アルバム)
『ヴェルヴェット・アンダーグラウンドIII』（The Velvet Underground）は、ヴェルヴェット・アンダーグラウンドが1969年に発表した3枚目のアルバム。
『ローリング・ストーン』誌の「500 Greatest Albums of All Time」（2020年版）において143位を記録。また、「NME 's 100 Best Albums Of All Time」において21位を記録した。

## 概要
前作『ホワイト・ライト/ホワイト・ヒート』（1968年）の発表後にジョン・ケイルが脱退し、新メンバーのダグ・ユールが初めて参加したアルバムである。発売当初より2つの異なるステレオ・ミックスが存在する。一つはMGMレコードのエンジニアであるヴァル・ヴァレンティンによるミックス、もう一つはルー・リードによるミックスである。前者と比較して後者はより近くで歌っているように聞こえることから、後述の45周年記念盤への収録時に「クローゼット・ミックス / Closet Mix」という通称がつけられたほか、「サム・カインダ・ラブ」は採用されたテイクが異なる。
数多くのカバー・バージョンがある「ペイル・ブルー・アイズ」、モーリン・タッカーがリード・ボーカルをとった「アフター・アワーズ」、メンバー全員で歌う「殺人ミステリー」などがよく知られる。
レコードの表ジャケットと裏ジャケットの写真は、アンディ・ウォーホルの「ファクトリー」の一員であるビリー・ネームが撮影した。
2014年11月24日、「45周年記念盤 スーパー・デラックス・エディション」が発売された。

## 収録曲
作詞・作曲はルー・リードによる。
サイド 1
1. キャンディ・セッズ - "Candy Says" (4:04)
2. ホワット・ゴーズ・オン - "What Goes On" (4:55)
3. サム・カインダ・ラブ - "Some Kinda Love" (4:03)
4. ペイル・ブルー・アイズ - "Pale Blue Eyes" (5:41)
5. ジーザス - "Jesus" (3:24)

サイド 2
1. ビギニング・トゥ・シー・ザ・ライト - "Beginning to See the Light" (4:41)
2. アイム・セット・フリー - "I'm Set Free" (4:08)
3. ザッツ・ザ・ストーリー・オブ・マイ・ライフ - "That's the Story of My Life" (1:59)
4. 殺人ミステリー - "The Murder Mystery" (8:55)
5. アフター・アワーズ - "After Hours" (2:07)

## パーソネル
- ルー・リード (Lou Reed) - リードギター、リズムギター、ピアノ、リード・ボーカル（A2-5、B1-3）、共同ボーカル（B4）
- ダグ・ユール (Doug Yule) - ベース、オルガン、リード・ボーカル（A1）、共同ボーカル（A5、B4）、バッキング・ボーカル
- スターリング・モリソン (Sterling Morrison) - リズムギター、リードギター、共同ボーカル（B4）、バッキング・ボーカル
- モーリン・タッカー (Maureen Tucker) - パーカッション、リードボーカル（B5）、共同ボーカル（B4）、バッキング・ボーカル